# You’re the Voice
You’re the Voice (englisch für „Du bist die Stimme“) ist ein Lied des australischen Sängers John Farnham. Der Pop-Rock-Titel erschien im September 1986 und avancierte zum Nummer-eins-Hit in Australien und Europa.

## Entstehung und Veröffentlichung
Geschrieben wurde das Lied von Andy Qunta, Keith Reid, Maggie Ryder und Chris Thompson. Für die Produktion zeichnete Ross Fraser verantwortlich.
Die Erstveröffentlichung von You’re the Voice erfolgte als Single am 15. September 1986 bei Wheatley Records. Diese erschien unter anderem in Deutschland als 7″-Single mit der B-Seite Going Going Gone (Katalognummer: PB 41093), oder als 12″-Single, die um den Titel Help erweitert wurde (Katalognummer: PT 41094). Am 29. September 1986 erschien das Lied als Teil von Farnhams zwölften Studioalbum Whispering Jack (Katalognummer: SFL1-0149).

## Stil
Das Lied ist unter anderem bekannt für den späteren Einsatz von Dudelsäcken im Refrain.

## Rezeption

### Preise
1987 erhielt You’re the Voice einen ARIA Award in der Kategorie „Single des Jahres“.

### Weitere Verwendung
Das Lied war Teil des Soundtracks der 2007 veröffentlichten Filmkomödie Hot Rod – Mit Vollgas durch die Hölle. Auch im Videospiel Grand Theft Auto IV: Episodes from Liberty City (2009) wurde es verwendet. 2022 wählte die Deutsche Telekom den Song für eine Werbekampagne, die sich zugleich gegen „Hass im Netz“ wandte und zu mehr Zivilcourage aufrief.

## Kommerzieller Erfolg

### Chartplatzierungen
You’re the Voice avancierte zum Nummer-eins-Hit in Australien, Deutschland und Schweden. Darüber hinaus erreichte es Top-10-Platzierungen in der Schweiz (Rang 2) sowie in Österreich und dem Vereinigten Königreich (je Rang 6). In den US-amerikanischen Billboard Hot 100 verfehlte das Stück zunächst den Einstieg und platzierte sich erstmals am 10. Februar 1990 in den Charts, wo es letztendlich mit Rang 82 seine beste Platzierung erreichte.
| ChartsChartplatzierungen       | Höchstplatzierung | Wochen/ Monate |
| ------------------------------ | ----------------- | -------------- |
| Australien (ARIA)              | 1 (… Wo.)         | … Wo.          |
| Deutschland (GfK)              | 1 (19 Wo.)        | 19 Wo.         |
| Österreich (Ö3)                | 6 (3 Mt.)         | 3 Mt.          |
| Schweiz (IFPI)                 | 2 (15 Wo.)        | 15 Wo.         |
| Vereinigte Staaten (Billboard) | 82 (8 Wo.)        | 8 Wo.          |
| Vereinigtes Königreich (OCC)   | 6 (18 Wo.)        | 18 Wo.         |

| ChartsJahrescharts (1987) | Platzierung |
| ------------------------- | ----------- |
| Deutschland (GfK)         | 6           |
| Schweiz (IFPI)            | 13          |

### Auszeichnungen für Musikverkäufe
| Land/Region                  | Auszeichnungen für Musikverkäufe (Land/Region, Auszeichnung, Verkäufe) | Verkäufe |
| ---------------------------- | ---------------------------------------------------------------------- | -------- |
| Australien (ARIA)            | 8× Platin                                                              | 560.000  |
| Neuseeland (RMNZ)            | 3× Platin                                                              | 90.000   |
| Schweden (IFPI)              | Gold                                                                   | 25.000   |
| Vereinigtes Königreich (BPI) | Silber                                                                 | 200.000  |
| Insgesamt                    | 1× Silber · 1× Gold · 11× Platin ·                                     | 875.000  |

## Coverversionen
Die Band Heart veröffentlichte 1991 eine Live-Coverversion auf ihrem Album Rock the House Live!, die es auf Platz 56 der britischen Charts schaffte. Unter zahlreichen Coverversionen ist auch diejenige der deutschen Band Blind Guardian auf dem Album At the Edge of Time (2010). Im Jahr 2014 sang die deutsche Sängerin Helene Fischer auf ihrer Farbenspiel-Tournee den Titel nach.